# Fracción Palmas
Fracción Palmas är en ort i Mexiko.   Den ligger i kommunen Charcas och delstaten San Luis Potosí, i den centrala delen av landet, 500 km nordväst om huvudstaden Mexico City. Fracción Palmas ligger 2 180 meter över havet och antalet invånare är 107.
Terrängen runt Fracción Palmas är kuperad åt sydost, men åt nordväst är den platt. Terrängen runt Fracción Palmas sluttar söderut. Runt Fracción Palmas är det glesbefolkat, med 8 invånare per kvadratkilometer. Närmaste större samhälle är Charcas, 8,9 km sydost om Fracción Palmas. Omgivningarna runt Fracción Palmas är i huvudsak ett öppet busklandskap.